# Реброво (Даниловский район)
Реброво — деревня в Даниловском районе Ярославской области, входит в состав Даниловского сельского поселения, относится к Покровскому сельскому округу. 

## География
Расположено на берегу реки Конча в 6 км на восток от райцентра Данилова. 

## История
Церковь Благовещения Пресвятой Богородицы с приделом в честь Святителя Николая Чудотворца построена прихожанами в 1825 году. 
В конце XIX — начале XX века село входило в состав Положниковской волости Даниловского уезда Ярославской губернии.
С 1929 года село входило в состав Ивановского сельсовета Даниловского района, с 1954 года — в составе Покровского сельсовета, с 2005 года — в составе Даниловского сельского поселения.

## Население
| 1859 | 1914 | 2002 | 2007 | 2010 |
| ---- | ---- | ---- | ---- | ---- |
| 39   | ↗66  | ↘2   | ↘0   | →0   |

## Достопримечательности
В деревне расположена недействующая Церковь Благовещения Пресвятой Богородицы (1825).